# 奧斯曼-薩非戰爭 (1532年-1555年)
1532年至1555年鄂圖曼-薩非戰爭是指鄂圖曼帝國蘇萊曼一世與波斯薩非王朝塔赫瑪斯普一世之間爆發的戰爭。

## 背景
兩國的領域紛爭引發了這次戰爭，特別是原屬鄂圖曼帝國的比特利斯貝伊（總督）決定要尋求波斯的保護。另外，波斯塔赫瑪斯普一世麾下的巴格達總督、蘇萊曼一世的支持者遭到刺殺。
在外交上，波斯已與哈布斯堡君主國商討建立哈布斯堡-波斯同盟，以夾擊鄂圖曼帝國。

## 入侵伊拉克
帕爾加勒·易卜拉欣帕夏領導的鄂圖曼率先入侵伊拉克，及後由蘇萊曼一世親征，收復比特利斯（Bitlis），並在1534年進攻大不里士和巴格達。塔赫瑪斯普一世持續規避鄂圖曼帝國的大隊，採取焦土政策。

## 第二階段
為了徹底打敗波斯沙阿，蘇萊曼一世在1548年至1549年再度出征。塔赫瑪斯普一世也再次採取焦土政策，將亞美尼亞付諸一炬。早在1536年，法國法蘭索瓦一世已與蘇萊曼一世組成同盟，以抗衡哈布斯堡。蘇萊曼一世在1547年入侵波斯的時候，法國派遣加布里埃爾·德·呂茨（Gabriel de Luetz）隨軍出征，他在凡城圍城戰裡為大炮的置放地點提供了意見。蘇萊曼一世佔領了大不里士，而波斯則仍在凡城省負隅頑抗，並佔據了格魯吉亞多個港口。

## 第三階段
1553年，蘇萊曼一世第三次出征波斯，並遭逢首次失利，但依然能收復埃爾祖魯姆。1555年的《阿馬西亞和約》確立了鄂圖曼帝國所得的領土。蘇萊曼一世須交還大不里士，但可以控制巴格達、美索不達米亞下游地區、幼發拉底河和底格里斯河河口及波斯灣沿岸部分地區。

## 註腳
1. 1 2 3  Lambton & Lewis 1978，第330頁
2. ↑  Mikaberidze 2011，第868頁
3. ↑  Jackson & Lockhart 1986，第382頁
4. ↑  Kohn 2007，第559頁